# Adolph Wilhelm Schack von Staffeldt

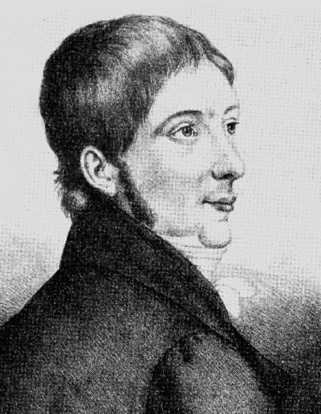
Der junge Adolph Wilhelm Schack von Staffeldt

Adolph Wilhelm Schack von Staffeldt (* 28. März 1769 in Garz/Rügen; † 26. Dezember 1826 in Gottorp, Schleswig-Holstein) war der erste romantische Dichter in Dänemark.

## Leben
Schack von Staffeldt entstammte dem alten pommerschen Adelsgeschlecht Staffeldt, entschied sich aber, Däne zu werden. Er gilt bis heute als Antipode Adam Oehlenschlägers. Der junge Schack von Staffeldt war innerlich zerrissen; er litt am Zwiespalt seines Wesens und des Daseins. In dieser Zeit verkörperte er eher die  Nachtseiten  der Romantik. Umso mehr interessierte er sich für die Philosophie als Grundlage der Dichtung überhaupt. So ging die abstrakte Sprache der Philosophie oft unmittelbar in seine Dichtung ein.
Von 1778 bis 1786 war Schack von Staffeldt Kadett an der Landkadettenakademie. Von 1791 bis 1793 studierte er in Göttingen. Hier löste er sich vom Geist der dänischen Aufklärung, in dem er aufgewachsen und erzogen war. Diese Wandlung wurde vor allem durch die Begegnung mit den Werken Herders und Schillers bewirkt. Herder vermittelte ihm eine neue, organische Naturanschauung; die Natur sei die „Mutter der Dinge“. Schiller blieb zeitlebens sein Vorbild, durch ihn gelangte er zu einer neuen, klassischen Auffassung von Dichter und Dichtung. Der Aufenthalt in Göttingen machte aus dem Unglücklichen, Verzweifelten einen für die Zukunft Begeisterten. Er fand in der Philosophie Schellings die geistige Grundlage, auf der seine Romantik beruht. Jetzt gelang ihm die Synthese von Subjektivem und Objektivem.
Fünf Jahre lang, von 1795 bis 1800, unternahm er sogenannte Bildungsreisen. Sie führten ihn durch Deutschland, Frankreich, Italien, Österreich und die Schweiz. Seine Briefe und die auf Reisen entstandenen Gedichte sowie sein ausführliches Wiener Tagebuch wurden regelmäßig in den Salons des Adels in Dänemark verlesen. 
Als großer dänischer Nationaldichter, den er selbst in sich sah, wurde er zu Lebzeiten nicht wahrgenommen. Stattdessen wurde diese Ehre seinem Zeitgenossen Adam Oehlenschläger zuteil. Wie sehr er mit Oehlenschläger im Wettstreit stand, zeigte sich 1804, als er seinen Band „Digte“ (Gedichte) herausgab. Unter demselben Titel hatte Oehlenschläger ein Jahr zuvor seine Werke veröffentlicht und Schack von Staffeldt betonte im Vorwort, dass seine Gedichte früher entstanden seien, als die seines Mitstreiters. Trotzdem feierte Dänemark Oehlenschläger, Schack von Staffeldt wurde übersehen. Er verwandt diese Niederlage nie und wandte sich enttäuscht von der Literatur ab.
Mit 41 Jahren wurde Schack von Staffeldt 1810 Landrat im Amt Cismar, drei Jahre später Landrat in Schleswig.